# Storia dell'alfabeto
La storia dell'alfabeto è solo una parte della storia della scrittura.
Il più antico utilizzo di segni scritti risale al IV millennio a.C. in Mesopotamia, utilizzati al fine della numerazione. Nel 2700 a.C. gli egizi svilupparono un insieme di circa 22 geroglifici per rappresentare ciascuna delle consonanti del loro linguaggio più una 23ª che sembra rappresentasse la vocale iniziale o finale in una parola. Ciononostante il sistema non era usato per scopi puramente alfabetici. Si ritiene che la prima scrittura puramente alfabetica sia stata sviluppata intorno al 1800 a.C. per i lavoratori di origine semitica nell'Egitto centrale. Nei seguenti cinque secoli si diffuse in altre popolazioni. Oggi la maggior parte degli alfabeti del mondo discendono, direttamente o meno, dal sistema egizio-mesopotamico, ad eccezione degli alfabeti che derivano dal sistema cinese, che ha origine circa nel 1200 a.C.
Si suppone che l'alfabeto sia stato inventato in maniera indipendente in tre luoghi diversi: Egitto (2700 a.C.), Cina (1200 a.C.) e Mesoamerica (600 a.C.). Discussa è invece l'origine indipendente in Mesopotamia e nella valle dell'Indo.

## L'alfabeto egizio
I testi della età del bronzo dell'Egitto devono essere tuttora decifrati. Comunque sembra siano per lo meno parzialmente, e forse completamente, alfabetici. I più antichi esempi ci sono giunti sotto forma di graffiti dell'Egitto centrale datati attorno al 1800 a.C. Questo scritto semitico non era confinato ai segni delle consonanti dell'egiziano esistente, ma aveva incorporato un numero di altri geroglifici egiziani, per un totale di forse trenta, ed utilizzava per essi nomi semitici. Quindi, per esempio, il geroglifico per ("casa" in egiziano) divenne bayt ("casa" in semitico). Non è chiaro attualmente se questi segni stessero solo per b (b come in beyt "casa"), oppure stessero sia per la consonante b e la sequenza byt, come stessero sia per p e la sequenza pr in egiziano. Comunque, al momento in cui lo scritto fu acquisito dai canaaniti, era solamente alfabetico, ed il geroglifico originalmente rappresentante "casa" si riferiva solo alla b.

## Discendenti del semitico abjad

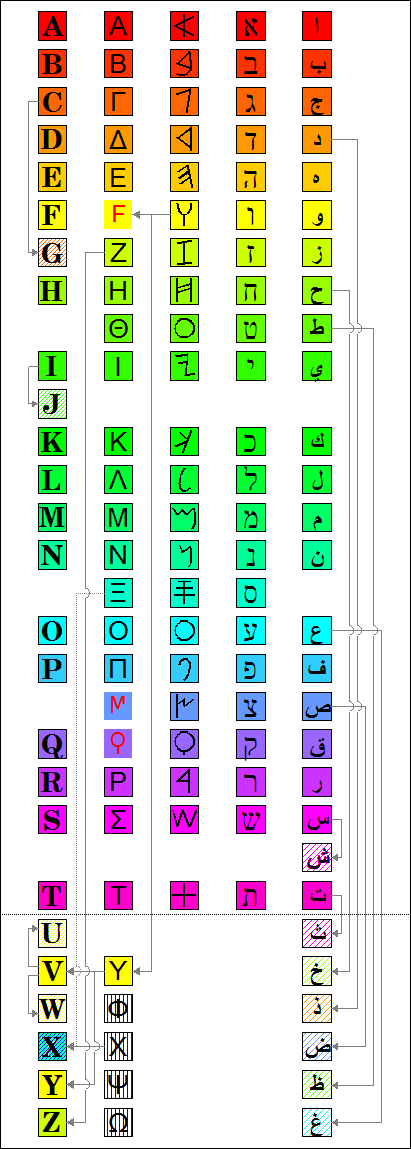
Il grafico mostra i dettagli dei quattro alfabeti discendenti dal fenicio abjad.

L'alfabeto protocananeo, come l'egiziano, rappresentava solamente consonanti, e costituiva un sistema di scrittura chiamato abjad. Da questo possono essere tracciati quasi tutti gli alfabeti utilizzati, la maggior parte dei quali discende dalla più recente versione dell'alfabeto fenicio scritto.
L'alfabeto aramaico, il quale si evolse dal fenicio nel VII secolo a.C. e divenne la scrittura ufficiale dell'impero persiano, sembrerebbe essere il padre di quasi tutti i moderni alfabeti. Di seguito i vari alfabeti.
1. Il moderno alfabeto ebraico (l'alfabeto ebraico originale o paleoebraico prosegue in quello samaritano).
2. L'alfabeto arabo, derivato dall'aramaico tramite quello nabateo, sviluppato in quella che è oggi la Giordania meridionale.
3. L'alfabeto siriaco usato dopo il III secolo d.C. si è evoluto, attraverso il pahlavi e il sogdiano, negli alfabeti dell'Asia del nord, come l'orkhon, l'uiguro, il mongolo ed il manciù.
4. L'alfabeto georgiano è di provenienza incerta, ma sembrerebbe far parte della famiglia persiano-aramaica (o forse della greca).
5. L'alfabeto aramaico è anche il più probabile padre del brahmi dell'India, il quale si è diffuso nel Tibet, nell'Asia sudoccidentale e nell'Indonesia con le religioni indù e buddista (la Cina e il Giappone mantennero invece le preesistenti scritture logografiche e sillabiche).

L'alfabeto hangul fu inventato in Corea nel XV secolo d.C. La tradizione vuole che fosse una invenzione autonoma; tuttavia recenti studi suggeriscono che possa essere basato su una mezza dozzina di lettere derivanti dal tibetano tramite la scrittura phagspa della dinastia imperiale Yuan della Cina.
Oltre l'aramaico, l'alfabeto fenicio diede spunto a quello greco e a quello berbero. La notazione in scrittura delle vocali avrebbe certo migliorato la leggibilità dell'egiziano, del berbero o del semitico, ma la loro assenza fu problematica soprattutto per il greco, che ha una struttura morfologica diversa, essendo una lingua indoeuropea. I Greci risolsero il problema in modo ingegnoso: utilizzarono i segni che denotavano consonanti non presenti nella loro lingua per notare le vocali. Per esempio, i greci non avevano il colpo di glottide o l'aspirata h, quindi le lettere fenice `alep ed he divennero la lettera greca alfa ed e (più tardi rinominata epsilon), e stava per le vocali /a/ ed /e/ piuttosto che le consonanti /ʔ/ e /h/. La waw e lo yod segnavano le due consonanti approssimanti /y/ e /w/, molto vicine alle vocali /i/ e /u/, da cui le lettere greche iota e ypsilon. Particolare è la storia della het fenicia, che nota un'aspirata. Essa fu usata per la e lunga (detta eta) in alcune zone della Grecia nelle quali i dialetti non avevano suoni aspirati. In altre zone della Grecia fu usata invece per segnalare l'aspirazione, dando poi origine alla acca del latino e allo spirito aspro del greco. Questa fu la nascita di sei delle dodici vocali greche; successivamente i greci crearono altre modifiche, come ei, ou, e o (che divenne omega).
Pare che il greco sia l'origine di tutti i moderni sistemi di scrittura europei. L'alfabeto dei recenti dialetti greci occidentali, dove la lettera eta rimase una h, creò l'italico antico e gli alfabeti romani. Nei dialetti greci orientali, i quali mancavano di una /h/, eta stava per una vocale, e rimane una vocale nel greco moderno e tutti gli altri alfabeti derivati dalle varianti orientali: alfabeto glagolitico, cirillico, armeno, gotico (che usava sia lettere greche che romane), e forse il georgiano.
Questa descrizione presenta l'evoluzione delle scritture in un modo lineare, ma costituisce una semplificazione. Per esempio, l'alfabeto manchu, disceso dall'abjads dell'Asia occidentale, era anche influenzato dal hangul coreano, che era sia indipendente (nel modo tradizionale) o derivato dall'abugidas dell'Asia del sud. Il georgiano apparentemente deriva dalla famiglia dell'aramaico, ma fu fortemente influenzato nella sua creazione dal greco. L'alfabeto greco, esso stesso un derivato finale dei geroglifici attraverso il primo alfabeto semitico, più tardi adottò una mezza dozzina di geroglifici demotici quando fu usato per scrivere l'egiziano copto. Poi c'è il Cree Syllabics (un abugida), il quale sembrerebbe essere una fusione del devanagari e del Pitman shorthand. Più tardi sarebbe potuto essere una invenzione indipendente, ma più probabilmente ha le sue origini finali nel latino scritto corsivo.

### Nomi di lettere e sequenze
Non è conosciuto quante lettere avesse l'alfabeto proto-sinaitico e nemmeno quale fosse il loro ordine alfabetico. Tra i suoi discendenti, l'alfabeto ugaritico ebbe 27 consonanti, l'alfabeto arabo del sud ne ebbe 29, e l'alfabeto fenicio fu ridotto a 22. Queste scritture furono sequenzializzate in due ordini, un ordine ABGDE fenicio e un ordine HMĦLQ nel sud; l'ugaritico preservava entrambi gli ordini. Entrambe le sequenze si dimostrarono molto stabili fra i discendenti delle scritture.
I nomi delle lettere sono risultati essere stabili tra tutti i molti discendenti del fenicio, includendo samaritano, alfabeto aramaico, sirio, ebraico e l'alfabeto greco. Comunque furono abbandonati per l'arabo e il latino. La sequenza delle lettere continuò più o meno intatta nel latino, armeno, gotico e cirillico, ma fu abbandonata nel brahmi, nel runico e nell'arabo, sebbene un tradizionale ordine abjad rimase o fu reintrodotto come alternativa nelle lettere.
La tabella che segue fornisce uno schema dell'alfabeto fenicio e dei suoi discendenti.
| nr. | Proto-Cananeo                  | AFI       | valore | Ugaritico | Fenicio | Ebraico | Arabo | Altre discendenze |
| --- | ------------------------------ | --------- | ------ | --------- | ------- | ------- | ----- | ----------------- |
| 1   | ʼaleph "bue"                   | /ʔ/       | 1      | 𐎀 ʼalpa   | ʼāleph  | א       | ﺍ     | Α A А ᚨ           |
| 2   | bet "casa"                     | /b/       | 2      | 𐎁 beta    | bēth    | ב       | ﺏ     | Β B В-Б ᛒ         |
| 3   | gaml "bastone da lancio"       | /ɡ/       | 3      | 𐎂 gamla   | gīmel   | ג       | ﺝ     | Γ C-G Г ᚲ         |
| 4   | dalet "porta" / digg "pesce"   | /d/       | 4      | 𐎄 delta   | dāleth  | ד       | ﺩ     | Δ D Д             |
| 5   | haw "finestra" / hll "giubilo" | /h/       | 5      | 𐎅 ho      | hē      | ה       | هـ    | Ε E Е-Є           |
| 6   | wāw "uncino"                   | /β/       | 6      | 𐎆 wo      | wāw     | ו       | و     | Ϝ-Υ F-V-Y У ᚢ     |
| 7   | zen "arma" / ziqq "maniglia"   | /z/       | 7      | 𐎇 zeta    | zayin   | ז       | ز     | Ζ Z З             |
| 8   | ḥet "filo" / "recinto"?        | /ħ/ / /x/ | 8      | 𐎈 ḥota    | ḥēth    | ח       | ح     | Η H И ᚺ           |
| 9   | ṭēt "ruota"                    | /tˁ/      | 9      | 𐎉 ṭet     | ṭēth    | ט       | ط     | Θ Ѳ               |
| 10  | yad "braccio"                  | /j/       | 10     | 𐎊 yod     | yōdh    | י       | ي     | Ι I ᛁ             |
| 11  | kap "mano"                     | /k/       | 20     | 𐎋 kap     | kaph    | כ       | ك     | Κ K К             |
| 12  | lamd "sprone"                  | /l/       | 30     | 𐎍 lamda   | lāmedh  | ל       | ل     | Λ L Л ᛚ           |
| 13  | mem "acqua"                    | /m/       | 40     | 𐎎 mem     | mēm     | מ       | م     | Μ M М             |
| 14  | naḥš "serpente" / nun "pesce"  | /n/       | 50     | 𐎐 nun     | nun     | נ       | ن     | Ν N Н             |
| 15  | samek "supporto" / "pesce" ?   | /s/       | 60     | 𐎒 samka   | sāmekh  | ס       | -     | Ξ                 |
| 16  | ʻen "occhio"                   | /ʕ/       | 70     | 𐎓 ʻain    | ʻayin   | ע       | ع     | Ο O О             |
| 17  | pu "bocca" / piʼt "angolo"     | /p/       | 80     | 𐎔 pu      | pē      | פ       | ف     | Π P П             |
| 18  | ṣad "pianta"                   | /sˁ/      | 90     | 𐎕 ṣade    | ṣādē    | צ       | ص     | Ϡ                 |
| 19  | qup "corda"?                   | /kˁ/      | 100    | 𐎖 qopa    | qōph    | ק       | ق     | Ϙ Q Ҁ             |
| 20  | raʼs "testa"                   | /r/ / /ɾ/ | 200    | 𐎗 raša    | rēš     | ר       | ر     | Ρ R Р ᚱ           |
| 21  | šin "dente" / šimš "sole"      | /ʃ/       | 300    | 𐎌 šin     | šin     | ש       | س     | Σ S Ш ᛊ           |
| 22  | taw "segno"                    | /t/       | 400    | 𐎚 to      | tāw     | ת       | ت     | Τ T Т ᛏ           |

Queste 22 consonanti rispondono alla fonologia del semitico del nord ovest. Delle ricostruite consonanti proto-semitiche, ne mancano sette: le fricative interdentali ḏ, ṯ, ṱ, le fricative laterali sorde ś, ṣ́, la fricativa ovolare sonora ġ, e la distinzione tra fricative uvulari e faringali sorde ḫ, ḥ, che nel cananeo si fusero nella ḥet. Le sei lettere varianti aggiunte nell'alfabeto arabo rispondono a queste (tranne per la ś, la quale sopravvive come fonema separato in Ge'ez ሰ): 
ḏ > ḏāl;
ṯ >  ṯāʼ;
ṱ > ḍād;
ġ > ġayn;
ṣ́ > ẓāʾ;
ḫ > ḫāʼ (ma va notato che questa ricostruzione di 29 consonanti proto-semitiche è fortemente permeata dall'arabo; vedi proto-semitico per ulteriori informazioni).

## Minuscoli e corsivi
La nascita degli alfabeti paralleli dei caratteri minuscoli, la trasformazione del segno maiuscolo (dei suoi archetipi geometrici e addirittura della sua struttura topologica) nel corso della storia della stessa lingua e l'adozione di varianti in altri alfabeti, probabilmente hanno origine comune in larga parte dalle tradizioni di scritture corsive più frettolose e contratte, per esigenze di fluidità rispetto alle spigolose, solenni, classiche (ma relativamente rare) incisioni su durevoli lapidi.
Probabilmente l'invenzione di Gutenberg e la conseguente alfabetizzazione di massa, l'evoluzione della scienza dell'ergonomia della lettura, l'inversione dell'antico prevalere del meccanismo e incentivo del potere basato sulla segretezza, rarità (e perciò frequente rischio di irreversibile distruzione) della conoscenza (anziché sui moderni valori di primato, di gratuità, di arricchimento reciproco, di divulgazione e standardizzazione e di influenza culturale nel mondo), e infine gli strumenti digitali per la creazione e diffusione di nuovi ed originali set di caratteri, hanno influito molto in questi processi, cambiandone anche la direzione.

## Alfabeti indipendenti dalla grafica
L'unico alfabeto moderno che non è stato fatto risalire graficamente all'alfabeto cananeo è la scrittura maldiviana, che è unica in quanto, sebbene sia chiaramente modellata sull'arabo e forse su altri alfabeti esistenti, deriva la sua forma delle lettere dai numeri. L'alfabeto Osmanya usato per il somalo negli anni venti era ufficiale in Somalia assieme all'alfabeto latino fino al 1972, e le forme delle consonanti sembrano essere una innovazione completa.
Tra gli alfabeti che non sono usati tra le nazioni tutt'oggi, pochi sono chiaramente indipendenti nella forma delle loro lettere. L'alfabeto fonetico zhuyin deriva dai caratteri cinesi. L'alfabeto santali dell'India orientale sembrerebbe essere basato su simboli tradizionali come "pericolo" e "punto d'incontro", così come le pittografie inventate dal suo creatore. (Il nome delle lettere Santali è in relazione con il suono che rappresentano attraverso il principio acrofonico, come nell'alfabeto originale, ma è la consonante finale o vocale del nome della lettera che rappresenta: le "aumento" rappresenta e, mentre en "grano fresco" rappresenta n.)
Nel mondo antico, l'Ogham consisteva in segni di registro, e le iscrizioni monumentali dell'antico Impero persiano venivano scritte in una scrittura cuneiforme essenzialmente alfabetica la cui forma delle lettere sembrava essere stata creata per l'occasione.

## Alfabeti in altri media
Il cambio in un nuovo sistema di scrittura a volte causa un'interruzione nelle forme grafiche, e rende la relazione difficile da rintracciare. Non è immediatamente ovvio che il cuneiforme alfabeto ugaritico deriva da un abjad semitico prototipo, per esempio, sebbene questo sembri proprio essere il caso. E mentre gli alfabeti manuali sono una continuazione diretta dell'alfabeto locale scritto (sia l'alfabeto britannico con due mani che quello francese/inglese con una mano mantengono la forma delle lettere dell'alfabeto latino, come l'alfabeto manuale indiano fa per il devanagari e il coreano per l'hangŭl), il braille, il semaforico, le bandiere di segnalazione marittima e il codice Morse sono essenzialmente forme geometriche arbitrarie. Le forme del braille inglese, delle note musicali anglosassoni, dei codici di scrittura computerizzata (ASCII, Unicode, ecc.), dei segni del sistema di numerazione esadecimale (a base 16) e delle lettere semaforiche, per esempio, sono derivate dall'ordine alfabetico dell'alfabeto latino, ma non dalla forma grafica delle stesse lettere. La moderna stenografia appare anch'essa essere non correlata graficamente. Se deriva dall'alfabeto latino, la connessione è andata persa nel tempo.